# Ти молодець, Аніто!
«Ти молодець, Аніто!» (рос. Ты молодец, Анита!) — радянський художній фільм 1956 року режисера Володимира Кочетова, екранізація однойменного оповідання Олександра Батрова.

## Сюжет
В одному з портів на Середземному морі готується до відплиття пароплав з солдатами. Кранівниця Фернана організовує страйк і переконує капітана не виводити судно з порту. Вночі на пароплаві виникає пожежа. Звинувачуючи Фернану в диверсії, її заарештовують і ув'язнюють. 12-річна Аніта, молодша сестра Фернани, вирішує продовжити її справу — на стінах будинків, на бортах судів, що відправляються, з'являються таємно намальовані нею Голуби миру. Примітка: у фільмі місце дії не названо, але в екранізованому оповіданні мова йде про франкістську Іспанію початку 1950-х, дія відбувається в місті Валенсія.

## У ролях
- Олена Доброхотова —  Аніта
- Алла Бровченко —  Фернана, кранівниця, сестра Аніти
- Леонід Чініджанц —  Бакко Террачіні, капітан
- Євгенія Кесарська —  Ніна Росіта, підпільниця
- М. Климов —  дядечко Мануель
- Анатолій Поліщук —  Хосе, друг Аніти
- Леонід Любивий —  Педро, друг Аніти
- Олександр Пономаренко —  Філіп, син крамаря П'яччи
- Сергій Троїцький —  П'ячча, крамар, батько Філіпа
- Віктор Колпаков —  Антоніо Умберто, начальник портової поліції
- Олександр Гединський —  Еміліо Ревера, кермовий
- Михайло Дашевський —  Мадера
- Артем Карапетян —  моряк, підпільник
- Юрій Кірєєв —  моряк, підпільник
- Олександр Каменко-Александровський —  горбань

## Знімальна група
- Режисери — Володимир Кочетов, Євген Некрасов
- Сценарист — Олександр Батров
- Оператор — Юрій Романовський
- Композитор — Борис Чайковський
- Художники — Фелікс Вакеріса-Гальдос, Сергій Жаров